# Pycnosiphorus varasi
Pycnosiphorus varasi es una especie de coleóptero de la familia Lucanidae.

## Distribución geográfica
Habita en Chile.